# Indolestes obiri
Indolestes obiri – gatunek ważki z rodziny pałątkowatych (Lestidae).